# Cratere Artik
Artik  è un cratere sulla superficie di Marte.